# Geminga
Geminga – gwiazda neutronowa znajdująca się w gwiazdozbiorze Bliźniąt. Jest odległa o około 815 lat świetlnych od Słońca.

## Nazwa
Nazwa jest jednocześnie skrótem angielskich słów Gemini gamma-ray source („źródło promieniowania gamma w gwiazdozbiorze Bliźniąt”), jak również znaczy „tego tam nie ma” w mediolańskim dialekcie języka lombardzkiego. Pulsar Geminga jest pozostałością wybuchu bliskiej supernowej ok. 340 000 lat temu. Skutki wybuchu na Układ Słoneczny i Ziemię są analizowane i korelowane czasowo. Międzynarodowa Unia Astronomiczna w 2022 roku formalnie zatwierdziła użycie nazwy Geminga dla określenia tej gwiazdy.

## Historia odkrycia

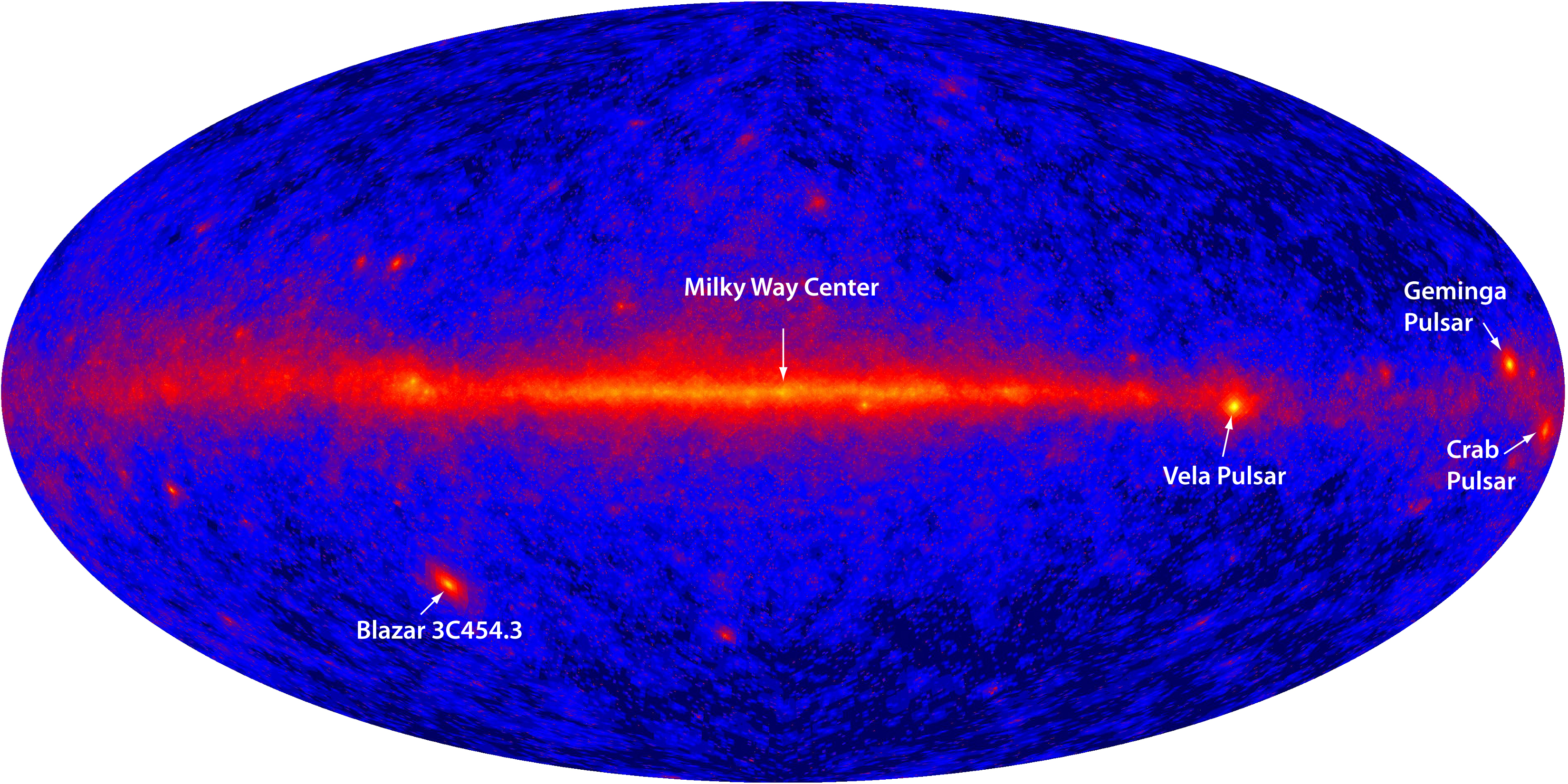
Niebo w zakresie promieniowania gamma; Geminga jest jednym z najjaśniejszych źródeł w Drodze Mlecznej

W roku 1961 z satelitą Explorer 11 rozpoczęto obserwację nieba w zakresie promieniowania gamma. W 1972 satelitą SAS-2 odkryto bardzo silne źródło promieni gamma. Geminga okazała się być drugim obserwowalnie najjaśniejszym źródłem promieniowania na niebie w zakresie energii powyżej 100 MeV (po Pulsarze Kraba). Jednocześnie nie wykryto jej aktywności w zakresie fal radiowych. Większość gwiazd neutronowych może być obserwowana jako pulsary, czyli swoiste kosmiczne radiolatarnie, ale Geminga zupełnie nie wykazywała wtedy takiej aktywności. Lepsze urządzenia sondy ROSAT wykryły okresowe zmiany jej promieniowania w paśmie miękkich promieni rentgenowskich w 1991 roku.

## Gwiazda neutronowa
Zmierzony okres obrotu Gemingi równy był 237 ms. Rotacja wskazywała na to, że pulsar jest gwiazdą neutronową, i najprawdopodobniej pozostałością po supernowej, która zakończyła swój żywot wielką eksplozją ok. 340 000 lat temu. Odległość do Gemingi udało się ustalić jako ok. 250 parseków, czyli ok. 815 lat świetlnych. Przy tej odległości jej promień ma wartość 14-16 km, ale wysoka niepewność pomiaru paralaksy oznacza też dużą niepewność obliczonego promienia. To sprawia, że nie można wiarygodnie przypisać jej równania stanu materii; masa ok. 1,4 masy Słońca odpowiada bardzo szerokiemu zakresowi modeli. Temperatura powierzchni gwiazdy została oszacowana na 560 000 K.

## Obserwacje w XXI wieku
W roku 2003 obserwacje Gemingi podjął rentgenowski teleskop kosmiczny XMM-Newton wystrzelony przez ESA. Udało się zaobserwować fale uderzeniowe, jakie ruch Gemingi wytwarza w ośrodku międzygwiazdowym. Asymetria eksplozji supernowej nadała tej gwieździe znaczną prędkość. Geminga, jak większość gwiazd neutronowych, wytwarza relatywistyczny wiatr cząstek rozpędzanych w jej polu magnetycznym. Bardzo szybki ruch względem ośrodka gwiazdowego powoduje, że wiatr ten zderza się z nim, tworząc kształt charakterystyczny dla fali stożkowej.
W roku 2005 dalsze obserwacje umożliwiły wykrycie na powierzchni gwiazdy gorących plam. Każda gwiazda neutronowa stygnie, ale nieznane procesy fizyczne powodują powstawanie na jej powierzchni gorących plam. Obserwacje przez teleskop XMM-Newton pozwoliły na określenie rozmiaru i temperatury tych plam na powierzchni gwiazdy. Mają one średnice od 60 m do 1 km i są rozgrzane do ok. 1 mln K.
Publikacja z 2007 roku Ruch własny gwiazdy to 178,2 ± 1,8 milisekund kątowych na rok, co przy wyznaczonej odległości 250 parseków odpowiada prędkości 205 +90−47 km/s. Jeśli gwiazda powstałaby w centrum pobliskiej asocjacji gwiazdowej Orion OB1a, to z taką prędkością musiałaby opuścić ją 1,5 miliona lat temu.